# Абасоло (муниципалитет Коауилы)
Абасоло (исп. Abasolo) — муниципалитет в Мексике, штат Коауила, с административным центром в одноимённом городе. Численность населения, по данным переписи 2020 года, составила 1022 человека.

## Общие сведения
Название Abasolo дано в честь мексиканского революционера Хосе Мариано де Абасоло.
Площадь муниципалитета равна 743 км², что составляет 0,49 % от общей площади штата, а наивысшая точка — 510 метров, расположена в поселении Пахарос-Асулес.
Он граничит с другими муниципалитетами штата Коауила: на севере с Эскобедо, на востоке с Канделой, на юге с Монкловой и Фронтерой, на западе с Сан-Буэнавентурой.

## Учреждение и состав
Муниципалитет был образован 14 ноября 1827 года, в его состав входит 17 населённых пунктов, самые крупные из которых:
| Код INEGI                  | Населённый пункт                                                                 | Численность населения (2005 год) | Численность населения (2010 год) | Численность населения (2020 год) |
| -------------------------- | -------------------------------------------------------------------------------- | -------------------------------- | -------------------------------- | -------------------------------- |
| 001                        | Всего                                                                            | 991                              | 1070                             | 1022                             |
| 0001                       | Абасоло (исп. Abasolo) 27°10′55″ с. ш. 101°25′35″ з. д. (административный центр) | 679                              | 739                              | 735                              |
| 0007                       | Лос-Родригес (исп. Los Rodríguez) 27°12′01″ с. ш. 101°21′27″ з. д.               | 266                              | 275                              | 231                              |
| 0012                       | Сан-Анхель (исп. San Ángel) 27°03′57″ с. ш. 101°20′53″ з. д.                     | 6                                | 7                                | 9                                |
| —                          | Прочие                                                                           | 40                               | 49                               | 47                               |
| Названия на карте Генштаба |                                                                                  |                                  |                                  |                                  |

## Экономика
По статистическим данным 2000 года, работоспособное население занято по секторам экономики в следующих пропорциях:
- сельское хозяйство и скотоводство — 46,8 %;
- производство и строительство — 24,3 %;
- торговля, сферы услуг и туризма — 28,2 %;
- безработные — 0,7 %.

## Инфраструктура
По статистическим данным 2010 года, инфраструктура развита следующим образом:
- электрификация: 98,6 %;
- водоснабжение: 96,4 %;
- водоотведение: 92,3 %.

## Фотографии

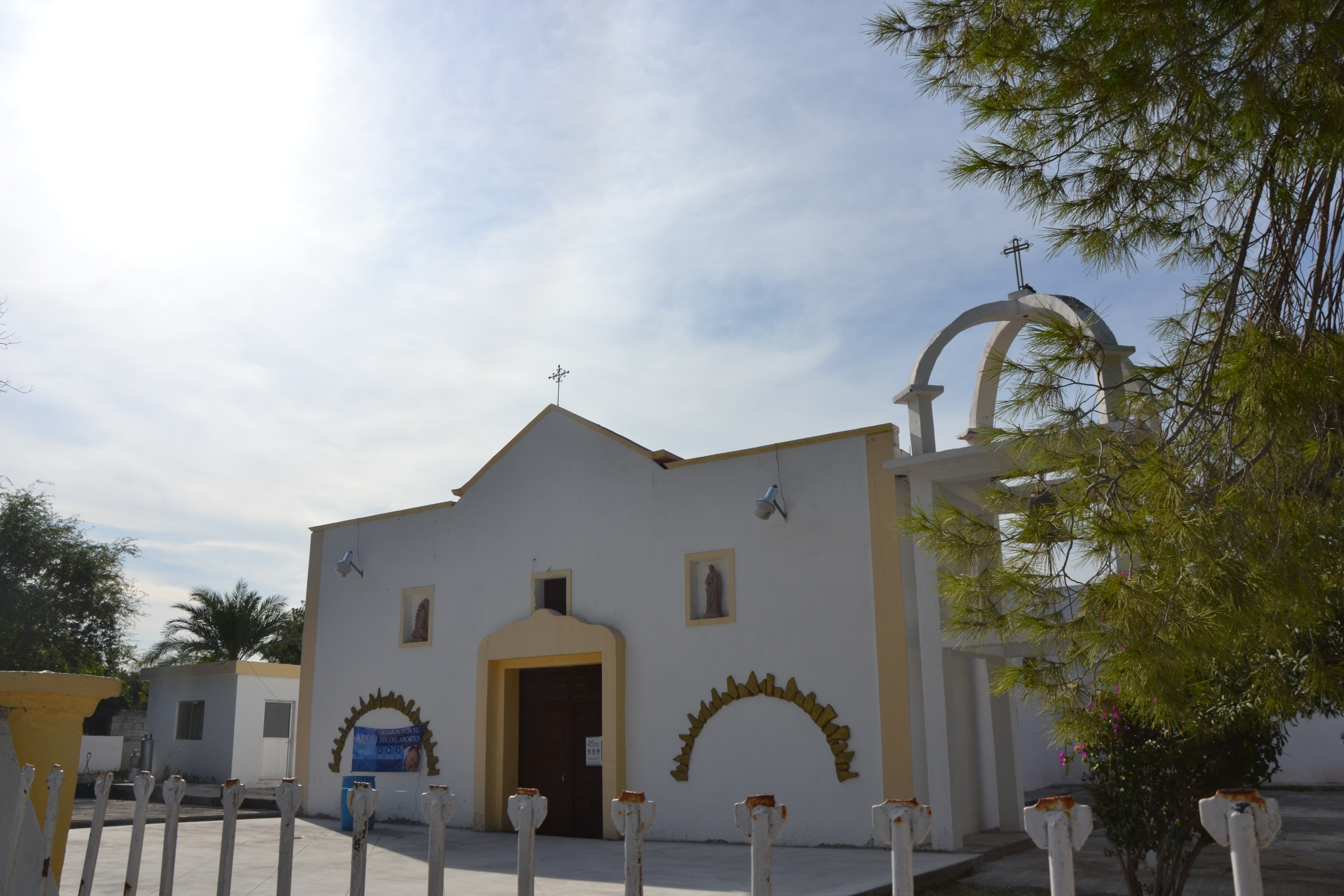
Церковь Святого Висента, 1882 года